# 爱尔兰岛
爱尔兰岛是位於欧洲西北部的大西洋島嶼，以面積計算是歐洲第三大島。島上大部分區域屬於爱尔兰共和国的領土，至於島上東北部的北愛爾蘭地區之主權則屬於英国。
整個愛爾蘭島的人口為620萬人。其中居住在愛爾蘭共和國的人口有445萬人（包括居住在都柏林都會區166萬的人口），177萬人居住在北愛爾蘭地區（包括居住在貝爾法斯特都會區約57萬的人口）。
政治上，愛爾蘭島上分為愛爾蘭共和國，涵蓋島上的六分之五，北愛爾蘭只涵蓋了其餘在島的東北部的一部分。
相對低矮的山與周圍有幾個河流通往島嶼內。島上有茂密的植被，溫和但多變的海洋氣候。直至17世紀還有茂密的森林地覆蓋島上。今天，它是歐洲伐木量最高的地區之一。現存二十六種愛爾蘭原生動植物。
13世紀時中世紀的諾曼人入侵英格兰給了蓋爾族復甦的機會。1603年後超過60年在16世紀的間歇戰導致英國的主導地位。在1690年間，英國對愛爾蘭實行新教統治制度，新教徒與天主教徒的鬥爭延長至18世紀。1801年，愛爾蘭成為英國的一部分。20世紀初的獨立戰爭導致島上的分裂，並建立了愛爾蘭自由邦。北愛爾蘭仍是英國的一部分，90年代鬥爭突然蔓延，進而發生北愛爾蘭問題。北愛衝突後簽訂和平協議。1973年，愛爾蘭共和國與北愛爾蘭共同加入歐洲經濟共同體。
愛爾蘭文化中遺留有傳統的凱爾特文化，例如蓋爾式運動、愛爾蘭音樂和愛爾蘭語；同時也承襲了許多西方主流文化，並與鄰近的英國有著共同分享的文化以及共通的運動，比如足球、橄欖球、賽馬、高爾夫球和英語等等。
汉语“爱尔兰”一词可能始见于清代同治五年（1866年）率使团访欧的官员斌椿所著《乘槎笔记》，早期还有“伊耳兰”“阿尔兰”等译名。